# Magdalena Thorsell
Magdalena Thorsell, född 18 november 1964 är en svensk friidrottare.  Hon tävlar för först Bromma IF och senare Hässelby SK.